# Campionato del mondo rally 2016
Il campionato del mondo rally 2016 è la 44ª edizione del campionato del mondo rally. La stagione si è svolta dal 22 gennaio al 20 novembre, prevedendo 14 prove in altrettanti Paesi. Sono stati assegnati il titolo piloti e il titolo costruttori per le classi WRC, WRC-2, WRC-3 e Junior WRC.
Sébastien Ogier era il campione in carica, così come il suo team, la Volkswagen Motorsport, lo era per i costruttori. Per entrambi la stagione 2016 ha visto la riconferma dei titoli piloti (in Spagna, con due gare d'anticipo) e marche (al penultimo appuntamento in Galles).
Il 2 novembre 2016 la casa tedesca annuncia il ritiro dalle competizioni al termine della stagione ponendo quindi fine all'epopea della Polo R WRC e dopo aver vinto quattro titoli piloti, costruttori e navigatori consecutivamente dal 2013 al 2016 e 43 rally su 52 disputati.

## Calendario

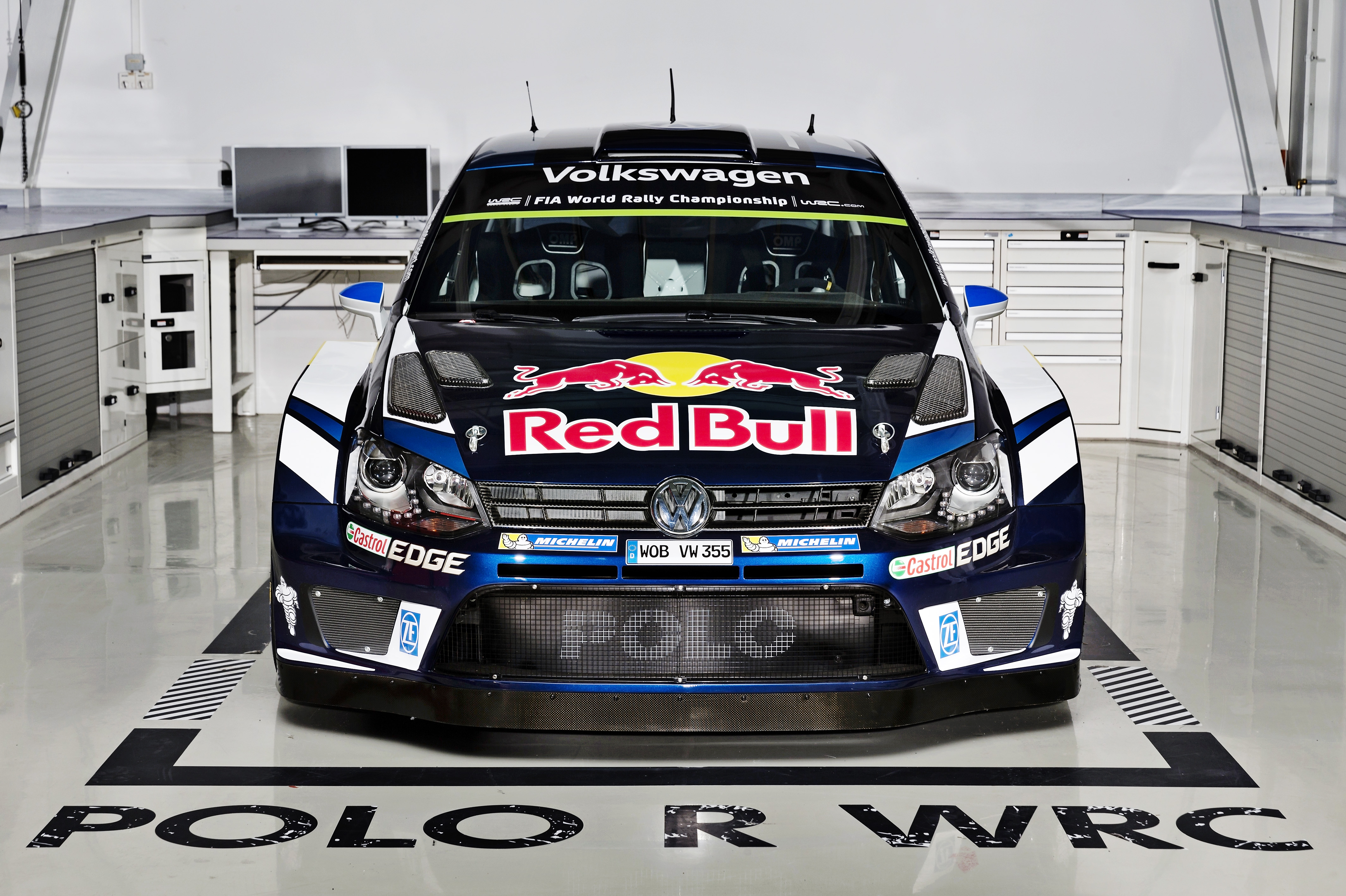
La Volkswagen Polo R WRC della squadra Volkswagen Motorsport, vincitrice del titolo marche 2016

Il calendario per la stagione è stato annunciato dalla FIA nel novembre del 2015. La stagione in origine doveva mantenere gli stessi appuntamenti della passata edizione con l'unica aggiunta del Rally di Cina, che sarebbe dovuto tornare in calendario dopo 17 anni dall'ultima edizione iridata. Tuttavia la gara è stata annullata alcune settimane prima che venisse disputata a causa dello stato di impraticabilità del percorso.
| Tappa | Data                     | Rally                                        | Luogo                               | Superficie       |
| ----- | ------------------------ | -------------------------------------------- | ----------------------------------- | ---------------- |
| 1     | 21-24 gennaio            | 84ème Rallye Monte-Carlo                     | Monte Carlo, Principato di Monaco   | Neve/asfalto     |
| 2     | 11-14 febbraio           | 64th Rally Sweden                            | Karlstad, Värmland                  | Neve             |
| 3     | 3-6 marzo                | 30º Rally Guanajuato México                  | León, Guanajuato                    | Sterrato         |
| 4     | 21-24 aprile             | 36º YPF Rally Argentina                      | Villa Carlos Paz, Córdoba           | Sterrato         |
| 5     | 19-22 maggio             | 50º Vodafone Rally de Portugal               | Matosinhos, Região Norte            | Sterrato         |
| 6     | 9-12 giugno              | 13º Rally Italia Sardegna                    | Alghero, Sardegna                   | Sterrato         |
| 7     | 1-3 luglio               | 73rd PZM Rally Poland-Rajd Polski            | Mikołajki, Varmia-Masuria           | Sterrato         |
| 8     | 28-31 luglio             | 66th Neste Rally Finland                     | Jyväskylä, Finlandia centrale       | Sterrato         |
| 9     | 18-21 agosto             | 34. ADAC Rallye Deutschland                  | Treviri, Renania-Palatinato         | Asfalto          |
| 10    | gara cancellata          | 19th China Rally-Beijing                     | Pechino, Repubblica Popolare Cinese | Asfalto          |
| 11    | 29 settembre - 2 ottobre | 59ème Che Guevara Energy Drink Tour de Corse | Bastia, Corsica                     | Asfalto          |
| 12    | 13-16 ottobre            | 52º Rally RACC Catalunya - Rally de España   | Salou, Catalogna                    | Asfalto/sterrato |
| 13    | 27-30 ottobre            | 72nd Dayinsure Wales Rally GB                | Deeside, Galles                     | Sterrato         |
| 14    | 17-20 novembre           | 25th Kennards Hire Rally Australia           | Coffs Harbour, Nuovo Galles del Sud | Sterrato         |

## Squadre e piloti

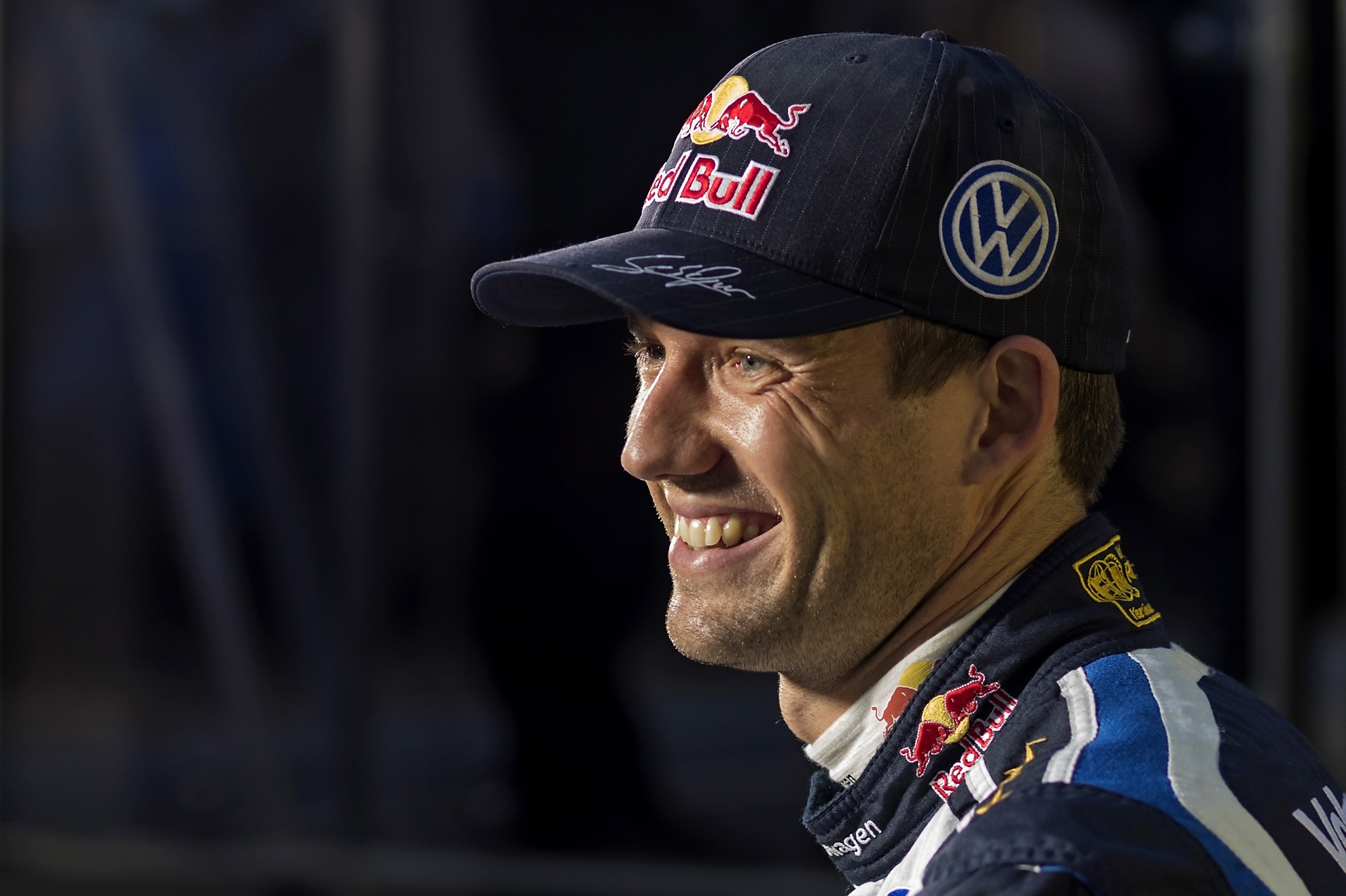
Sébastien Ogier, vincitore del titolo piloti 2016, qui ritratto durante il Rally di Gran Bretagna

La Citroën rinuncia a partecipare in veste ufficiale al campionato 2016, concentrandosi sullo sviluppo in vista della stagione 2017 che vedrà notevoli cambiamenti regolamentari. Continuerà tuttavia a mettere le proprie vetture a disposizione di privati oltre che a prendere parte in forma semiufficiale in determinate gare.
La casa anglo-cinese produttrice di pneumatici DMACK, dopo aver partecipato a singoli eventi WRC e interi campionati WRC-2 dal 2013 al 2015, nel 2016 sarà presente per tutta la durata del massimo campionato, equipaggiando le Ford Fiesta RS WRC della scuderia omonima in tutte le tappe mondiali, entrando di fatto come terzo fornitore ufficiale al fianco di Michelin e Pirelli.
| Team costruttori                                         | Team costruttori            | Team costruttori | Team costruttori | Team costruttori   | Team costruttori   | Team costruttori |
| Costruttore                                              | Team                        | Pneumatici       | N°               | Piloti             | Co-Piloti          | Gare             |
| -------------------------------------------------------- | --------------------------- | ---------------- | ---------------- | ------------------ | ------------------ | ---------------- |
| Volkswagen (Volkswagen Polo R WRC)                       | Volkswagen Motorsport       | M                | 1                | Sébastien Ogier    | Julien Ingrassia   | 1-9, 11-14       |
| Volkswagen (Volkswagen Polo R WRC)                       | Volkswagen Motorsport       | M                | 2                | Jari-Matti Latvala | Miikka Anttila     | 1-9, 11-14       |
| Volkswagen (Volkswagen Polo R WRC)                       | Volkswagen Motorsport II    | M                | 9                | Andreas Mikkelsen  | Anders Jæger       | 1-9, 11-14       |
| Hyundai (Hyundai New Generation i20 WRC/Hyundai i20 WRC) | Hyundai Motorsport          | M                | 3                | Thierry Neuville   | Nicolas Gilsoul    | 1–4, 7-9, 11-14  |
| Hyundai (Hyundai New Generation i20 WRC/Hyundai i20 WRC) | Hyundai Motorsport          | M                | 3                | Hayden Paddon      | John Kennard       | 5–6              |
| Hyundai (Hyundai New Generation i20 WRC/Hyundai i20 WRC) | Hyundai Motorsport          | M                | 4                | Dani Sordo         | Marc Martí         | 1, 3–6, 9, 11-13 |
| Hyundai (Hyundai New Generation i20 WRC/Hyundai i20 WRC) | Hyundai Motorsport          | M                | 4                | Hayden Paddon      | John Kennard       | 2, 7-8, 14       |
| Hyundai (Hyundai New Generation i20 WRC/Hyundai i20 WRC) | Hyundai Motorsport N        | M                | 10               | Hayden Paddon      | John Kennard       | 1                |
| Hyundai (Hyundai New Generation i20 WRC/Hyundai i20 WRC) | Hyundai Motorsport N        | M                | 10               | Kevin Abbring      | Sebastian Marshall | 5–6, 12          |
| Hyundai (Hyundai New Generation i20 WRC/Hyundai i20 WRC) | Hyundai Motorsport N        | M                | 20               | Dani Sordo         | Marc Martí         | 2, 7, 14         |
| Hyundai (Hyundai New Generation i20 WRC/Hyundai i20 WRC) | Hyundai Motorsport N        | M                | 20               | Hayden Paddon      | John Kennard       | 3–4, 9, 11-13    |
| Hyundai (Hyundai New Generation i20 WRC/Hyundai i20 WRC) | Hyundai Motorsport N        | M                | 20               | Thierry Neuville   | Nicolas Gilsoul    | 5–6              |
| Hyundai (Hyundai New Generation i20 WRC/Hyundai i20 WRC) | Hyundai Motorsport N        | M                | 20               | Kevin Abbring      | Sebastian Marshall | 8                |
| Ford (Ford Fiesta RS WRC)                                | M-Sport World Rally Team    | M                | 5                | Mads Østberg       | Ola Fløene         | 1-9, 11-14       |
| Ford (Ford Fiesta RS WRC)                                | M-Sport World Rally Team    | M                | 6                | Eric Camilli       | Nicolas Klinger    | 1–2              |
| Ford (Ford Fiesta RS WRC)                                | M-Sport World Rally Team    | M                | 6                | Eric Camilli       | Benjamin Veillas   | 3–9, 11-14       |
| Ford (Ford Fiesta RS WRC)                                | DMACK World Rally Team      | D                | 12               | Ott Tänak          | Raigo Mõlder       | 1-9, 11-14       |
| Ford (Ford Fiesta RS WRC)                                | Jipocar Czech National Team | P                | 21               | Martin Prokop      | Jan Tománek        | 3, 5–6, 12       |
| Ford (Ford Fiesta RS WRC)                                | Yazeed Racing               | P                | 30               | Yazeed Al Rajhi    | Michael Orr        | 2, 5–8, 13       |

| Ulteriori iscritti non registrati come costruttori | Ulteriori iscritti non registrati come costruttori | Ulteriori iscritti non registrati come costruttori | Ulteriori iscritti non registrati come costruttori | Ulteriori iscritti non registrati come costruttori | Ulteriori iscritti non registrati come costruttori | Ulteriori iscritti non registrati come costruttori |
| Costruttori                                        | Squadre                                            | Pneumatici                                         | N°                                                 | Piloti                                             | Co-Piloti                                          | Gare                                               |
| -------------------------------------------------- | -------------------------------------------------- | -------------------------------------------------- | -------------------------------------------------- | -------------------------------------------------- | -------------------------------------------------- | -------------------------------------------------- |
| Citroën (Citroën DS3 WRC)                          | Abu Dhabi Total World Rally Team                   | M                                                  | 7                                                  | Kris Meeke                                         | Paul Nagle                                         | 1–2, 5, 8, 11-13                                   |
| Citroën (Citroën DS3 WRC)                          | Abu Dhabi Total World Rally Team                   | M                                                  | 7                                                  | Stéphane Lefebvre                                  | Gabin Moreau                                       | 7                                                  |
| Citroën (Citroën DS3 WRC)                          | Abu Dhabi Total World Rally Team                   | M                                                  | 8                                                  | Stéphane Lefebvre                                  | Gabin Moreau                                       | 1, 5                                               |
| Citroën (Citroën DS3 WRC)                          | Abu Dhabi Total World Rally Team                   | M                                                  | 8                                                  | Craig Breen                                        | Scott Martin                                       | 7-8, 11-13                                         |
| Citroën (Citroën DS3 WRC)                          | Abu Dhabi Total World Rally Team                   | M                                                  | 14                                                 | Khalid Al-Qassimi                                  | Chris Patterson                                    | 2, 5, 8, 12                                        |
| Citroën (Citroën DS3 WRC)                          | Abu Dhabi Total World Rally Team                   | M                                                  | 14                                                 | Stéphane Lefebvre                                  | Gilles De Turckheim                                | 13                                                 |
| Citroën (Citroën DS3 WRC)                          | Abu Dhabi Total World Rally Team                   | M                                                  | 15                                                 | Craig Breen                                        | Scott Martin                                       | 2                                                  |
| Citroën (Citroën DS3 WRC)                          | Abu Dhabi Total World Rally Team                   | M                                                  | 16                                                 | Quentin Gilbert                                    | Renaud Jamoul                                      | 2                                                  |
| Citroën (Citroën DS3 WRC)                          | Stéphane Lefebvre                                  | M                                                  | 10                                                 | Stéphane Lefebvre                                  | Gabin Moreau                                       | 9                                                  |
| Citroën (Citroën DS3 WRC)                          | Felice Re                                          | P                                                  | 18                                                 | Felice Re                                          | Mara Bariani                                       | 1                                                  |
| Citroën (Citroën DS3 WRC)                          | Marcos Sebastián Ligato                            | M                                                  | 15                                                 | Marcos Sebastián Ligato                            | Rubén García                                       | 13                                                 |
| Citroën (Citroën DS3 WRC)                          | Marcos Sebastián Ligato                            | M                                                  | 81                                                 | Marcos Sebastián Ligato                            | Rubén García                                       | 2–4, 7                                             |
| Citroën (Citroën DS3 WRC)                          | José Alberto Nicolas                               | M                                                  | 83                                                 | José Alberto Nicolas                               | Miguel Ricalt                                      | 4                                                  |
| Citroën (Citroën DS3 WRC)                          | José Alberto Nicolas                               | M                                                  | 83                                                 | José Alberto Nicolas                               | Leonardo Suaya                                     | 8                                                  |
| Ford (Ford Fiesta RS WRC)                          | Robert Kubica                                      | P                                                  | 16                                                 | Robert Kubica                                      | Maciek Szczepaniak                                 | 1                                                  |
| Ford (Ford Fiesta RS WRC)                          | Henning Solberg                                    | M                                                  | 15                                                 | Henning Solberg                                    | Ilka Minor                                         | 12                                                 |
| Ford (Ford Fiesta RS WRC)                          | Henning Solberg                                    | M                                                  | 16                                                 | Henning Solberg                                    | Ilka Minor                                         | 2, 4–7                                             |
| Ford (Ford Fiesta RS WRC)                          | Benito Guerra                                      | P                                                  | 16                                                 | Benito Guerra                                      | Borja Rozada                                       | 3                                                  |
| Ford (Ford Fiesta RS WRC)                          | M-Sport World Rally Team                           | M                                                  | 17                                                 | Bryan Bouffier                                     | Victor Bellotto                                    | 1                                                  |
| Ford (Ford Fiesta RS WRC)                          | Jaroslav Melichárek                                | P                                                  | 22                                                 | Jaroslav Melichárek                                | Erik Melichárek                                    | 5                                                  |
| Ford (Ford Fiesta RS WRC)                          | FWRT s.r.l.                                        | P                                                  | 37                                                 | Lorenzo Bertelli                                   | Simone Scattolin                                   | 1–4, 6-8, 11-14                                    |
| Ford (Ford Fiesta RS WRC)                          | Federico Della Casa                                | P                                                  | 81                                                 | Federico Della Casa                                | Domenico Pozzi                                     | 6                                                  |
| Ford (Ford Fiesta RS WRC)                          | Oleksiy Tamrazov                                   | P                                                  | 81                                                 | Oleksiy Tamrazov                                   | Nicola Arena                                       | 8                                                  |
| Ford (Ford Fiesta RS WRC)                          | Abdullah Al-Qassimi                                | M                                                  | 81                                                 | Abdullah Al-Qassimi                                | Steve Lancaster                                    | 12                                                 |
| Ford (Ford Fiesta RS WRC)                          | Abdullah Al-Qassimi                                | M                                                  | 82                                                 | Abdullah Al-Qassimi                                | Steve Lancaster                                    | 8                                                  |
| Ford (Ford Fiesta RS WRC)                          | Roberto Tononi                                     | P                                                  | 83                                                 | Roberto Tononi                                     | Paolo Comini                                       | 6                                                  |
| Ford (Ford Fiesta RS WRC)                          | Matti Koskelo                                      | M                                                  | 84                                                 | Matti Koskelo                                      | Rami Suorsa                                        | 8                                                  |
| Mini (Mini John Cooper Works WRC)                  | Eurolamp World Rally Team                          | P                                                  | 18                                                 | Valeriy Gorban                                     | Volodymyr Korsia                                   | 4-7, 13                                            |
| Mini (Mini John Cooper Works WRC)                  | Eurolamp World Rally Team                          | P                                                  | 22                                                 | Valeriy Gorban                                     | Volodymyr Korsia                                   | 8, 12                                              |
| Mini (Mini John Cooper Works WRC)                  | Eurolamp World Rally Team                          | P                                                  | 81                                                 | Valeriy Gorban                                     | Volodymyr Korsia                                   | 2–3                                                |
| Mini (Mini John Cooper Works WRC)                  | Eurolamp World Rally Team                          | P                                                  | 82                                                 | Mait Maarend                                       | Mihkel Kapp                                        | 6                                                  |
| Mini (Mini John Cooper Works WRC)                  | Eurolamp World Rally Team                          | P                                                  | 95                                                 | Mait Maarend                                       | Mihkel Kapp                                        | 2                                                  |

## Risultati e classifiche

### Risultati e statistiche
| Gara | Nome rally                                                                        | Podio           | Podio           | Podio                             | Podio                                                 | Podio           | Statistiche     | Statistiche           | Statistiche     | Statistiche     |
| Gara | Nome rally                                                                        | Pos.            | N°              | Pilota                            | Squadra                                               | Tempo           | Speciali        | Lunghezza             | Partiti         | Arrivati        |
| ---- | --------------------------------------------------------------------------------- | --------------- | --------------- | --------------------------------- | ----------------------------------------------------- | --------------- | --------------- | --------------------- | --------------- | --------------- |
| 1    | 84ème Rallye Automobile Monte-Carlo (21–24 Gennaio) — Resoconto                   | 1               | 1               | Sébastien Ogier Julien Ingrassia  | Volkswagen Motorsport (Volkswagen Polo R WRC)         | 3:49:53,1       | 16              | 374,89 km             | 88              | 64              |
| 1    | 84ème Rallye Automobile Monte-Carlo (21–24 Gennaio) — Resoconto                   | 2               | 9               | Andreas Mikkelsen Anders Jæger    | Volkswagen Motorsport II (Volkswagen Polo R WRC)      | +1:54,5         | 16              | 374,89 km             | 88              | 64              |
| 1    | 84ème Rallye Automobile Monte-Carlo (21–24 Gennaio) — Resoconto                   | 3               | 3               | Thierry Neuville Nicolas Gilsoul  | Hyundai Motorsport (Hyundai New Generation i20 WRC)   | +3:17,9         | 16              | 374,89 km             | 88              | 64              |
| 2    | 64th Rally Sweden (11–14 Febbraio) — Resoconto                                    | 1               | 1               | Sébastien Ogier Julien Ingrassia  | Volkswagen Motorsport (Volkswagen Polo R WRC)         | 1:59:47,4       | (21) 12         | (332,13 km) 226,48 km | 50              | 38              |
| 2    | 64th Rally Sweden (11–14 Febbraio) — Resoconto                                    | 2               | 4               | Hayden Paddon John Kennard        | Hyundai Motorsport (Hyundai New Generation i20 WRC)   | +29,8           | (21) 12         | (332,13 km) 226,48 km | 50              | 38              |
| 2    | 64th Rally Sweden (11–14 Febbraio) — Resoconto                                    | 3               | 5               | Mads Østberg Ola Fløene           | M-Sport World Rally Team (Ford Fiesta RS WRC)         | +55,6           | (21) 12         | (332,13 km) 226,48 km | 50              | 38              |
| 3    | 30º Rally Guanajuato México (3–6 Marzo) — Resoconto                               | 1               | 2               | Jari-Matti Latvala Miikka Anttila | Volkswagen Motorsport (Volkswagen Polo R WRC)         | 4:25:57,4       | 21              | 399,71 km             | 30              | 20              |
| 3    | 30º Rally Guanajuato México (3–6 Marzo) — Resoconto                               | 2               | 1               | Sébastien Ogier Julien Ingrassia  | Volkswagen Motorsport (Volkswagen Polo R WRC)         | +1:05,0         | 21              | 399,71 km             | 30              | 20              |
| 3    | 30º Rally Guanajuato México (3–6 Marzo) — Resoconto                               | 3               | 4               | Dani Sordo Marc Martì             | Hyundai Motorsport (Hyundai New Generation i20 WRC)   | +3:37,9         | 21              | 399,71 km             | 30              | 20              |
| 4    | 36º YPF Rally Argentina (21–24 Aprile) — Resoconto                                | 1               | 20              | Hayden Paddon John Kennard        | Hyundai Motorsport N (Hyundai New Generation i20 WRC) | 3:40:52,9       | 18              | 364,68 km             | 36              | 23              |
| 4    | 36º YPF Rally Argentina (21–24 Aprile) — Resoconto                                | 2               | 1               | Sébastien Ogier Julien Ingrassia  | Volkswagen Motorsport (Volkswagen Polo R WRC)         | +14,3           | 18              | 364,68 km             | 36              | 23              |
| 4    | 36º YPF Rally Argentina (21–24 Aprile) — Resoconto                                | 3               | 9               | Andreas Mikkelsen Anders Jæger    | Volkswagen Motorsport II (Volkswagen Polo R WRC)      | +1:05,2         | 18              | 364,68 km             | 36              | 23              |
| 5    | 50º Vodafone Rally de Portugal (19–22 Maggio) — Resoconto                         | 1               | 7               | Kris Meeke Paul Nagle             | Abu Dhabi Total World Rally Team (Citroën DS3 WRC)    | 3:59:01,0       | 19              | 368,00 km             | 81              | 58              |
| 5    | 50º Vodafone Rally de Portugal (19–22 Maggio) — Resoconto                         | 2               | 9               | Andreas Mikkelsen Anders Jæger    | Volkswagen Motorsport II (Volkswagen Polo R WRC)      | +29,7           | 19              | 368,00 km             | 81              | 58              |
| 5    | 50º Vodafone Rally de Portugal (19–22 Maggio) — Resoconto                         | 3               | 1               | Sébastien Ogier Julien Ingrassia  | Volkswagen Motorsport (Volkswagen Polo R WRC)         | +34,5           | 19              | 368,00 km             | 81              | 58              |
| 6    | 13º Rally Italia Sardegna (9-12 giugno) — Resoconto                               | 1               | 20              | Thierry Neuville Nicolas Gilsoul  | Hyundai Motorsport N (Hyundai New Generation i20 WRC) | 3:35:25,8       | 19              | 324,60 km             | 49              | 32              |
| 6    | 13º Rally Italia Sardegna (9-12 giugno) — Resoconto                               | 2               | 2               | Jari-Matti Latvala Miikka Anttila | Volkswagen Motorsport (Volkswagen Polo R WRC)         | +24,8           | 19              | 324,60 km             | 49              | 32              |
| 6    | 13º Rally Italia Sardegna (9-12 giugno) — Resoconto                               | 3               | 1               | Sébastien Ogier Julien Ingrassia  | Volkswagen Motorsport (Volkswagen Polo R WRC)         | +1:37,8         | 19              | 324,60 km             | 49              | 32              |
| 7    | 73rd PZM Rally Poland-Rajd Polski (30 giugno-3 luglio) — Resoconto                | 1               | 9               | Andreas Mikkelsen Anders Jæger    | Volkswagen Motorsport II (Volkswagen Polo R WRC)      | 2:37:34,4       | 21              | 306,10 km             | 67              | 48              |
| 7    | 73rd PZM Rally Poland-Rajd Polski (30 giugno-3 luglio) — Resoconto                | 2               | 12              | Ott Tänak Raigo Mõlder            | DMACK World Rally Team (Ford Fiesta RS WRC)           | +26,2           | 21              | 306,10 km             | 67              | 48              |
| 7    | 73rd PZM Rally Poland-Rajd Polski (30 giugno-3 luglio) — Resoconto                | 3               | 4               | Hayden Paddon John Kennard        | Hyundai Motorsport (Hyundai New Generation i20 WRC)   | +28,5           | 21              | 306,10 km             | 67              | 48              |
| 8    | 66th Neste Rally Finland (28-31 luglio) — Resoconto                               | 1               | 7               | Kris Meeke Paul Nagle             | Abu Dhabi Total World Rally Team (Citroën DS3 WRC)    | 2:38:05,8       | 24              | 333,60 km             | 82              | 54              |
| 8    | 66th Neste Rally Finland (28-31 luglio) — Resoconto                               | 2               | 2               | Jari-Matti Latvala Miikka Anttila | Volkswagen Motorsport (Volkswagen Polo R WRC)         | +39,1           | 24              | 333,60 km             | 82              | 54              |
| 8    | 66th Neste Rally Finland (28-31 luglio) — Resoconto                               | 3               | 8               | Craig Breen Scott Martin          | Abu Dhabi Total World Rally Team (Citroën DS3 WRC)    | +1:41,3         | 24              | 333,60 km             | 82              | 54              |
| 9    | 34. ADAC Rallye Deutschland (19-21 agosto) — Resoconto                            | 1               | 1               | Sébastien Ogier Julien Ingrassia  | Volkswagen Motorsport (Volkswagen Polo R WRC)         | 3:00:26,7       | (18) 17         | (306,80 km) 292,01 km | 91              | 67              |
| 9    | 34. ADAC Rallye Deutschland (19-21 agosto) — Resoconto                            | 2               | 4               | Dani Sordo Marc Martí             | Hyundai Motorsport (Hyundai New Generation i20 WRC)   | +20,3           | (18) 17         | (306,80 km) 292,01 km | 91              | 67              |
| 9    | 34. ADAC Rallye Deutschland (19-21 agosto) — Resoconto                            | 3               | 3               | Thierry Neuville Nicolas Gilsoul  | Hyundai Motorsport (Hyundai New Generation i20 WRC)   | +20,4           | (18) 17         | (306,80 km) 292,01 km | 91              | 67              |
| 10   | 19th China Rally-Beijing (8-11 settembre)                                         | gara cancellata | gara cancellata | gara cancellata                   | gara cancellata                                       | gara cancellata | gara cancellata | gara cancellata       | gara cancellata | gara cancellata |
| 11   | 59éme Che Guevara Energy Drink Tour de Corse (30 settembre-2 ottobre) — Resoconto | 1               | 1               | Sébastien Ogier Julien Ingrassia  | Volkswagen Motorsport (Volkswagen Polo R WRC)         | 4:07:17,0       | 10              | 390,92 km             | 77              | 52              |
| 11   | 59éme Che Guevara Energy Drink Tour de Corse (30 settembre-2 ottobre) — Resoconto | 2               | 3               | Thierry Neuville Nicolas Gilsoul  | Hyundai Motorsport (Hyundai New Generation i20 WRC)   | +46,4           | 10              | 390,92 km             | 77              | 52              |
| 11   | 59éme Che Guevara Energy Drink Tour de Corse (30 settembre-2 ottobre) — Resoconto | 3               | 9               | Andreas Mikkelsen Anders Jæger    | Volkswagen Motorsport II (Volkswagen Polo R WRC)      | +1:10,0         | 10              | 390,92 km             | 77              | 52              |
| 12   | 52º Rally RACC Catalunya - Rally de España (13-16 ottobre) — Resoconto            | 1               | 1               | Sébastien Ogier Julien Ingrassia  | Volkswagen Motorsport (Volkswagen Polo R WRC)         | 3:13:03,6       | 19              | 321,08 km             | 70              | 51              |
| 12   | 52º Rally RACC Catalunya - Rally de España (13-16 ottobre) — Resoconto            | 2               | 4               | Dani Sordo Marc Martí             | Hyundai Motorsport (Hyundai New Generation i20 WRC)   | +15,6           | 19              | 321,08 km             | 70              | 51              |
| 12   | 52º Rally RACC Catalunya - Rally de España (13-16 ottobre) — Resoconto            | 3               | 3               | Thierry Neuville Nicolas Gilsoul  | Hyundai Motorsport (Hyundai New Generation i20 WRC)   | +1:15,0         | 19              | 321,08 km             | 70              | 51              |
| 13   | 72nd Dayinsure Wales Rally GB (27-30 ottobre) — Resoconto                         | 1               | 1               | Sébastien Ogier Julien Ingrassia  | Volkswagen Motorsport (Volkswagen Polo R WRC)         | 3:14:30,2       | 22              | 332,03 km             | 66              | 49              |
| 13   | 72nd Dayinsure Wales Rally GB (27-30 ottobre) — Resoconto                         | 2               | 12              | Ott Tänak Raigo Mõlder            | DMACK World Rally Team (Ford Fiesta RS WRC)           | +10,2           | 22              | 332,03 km             | 66              | 49              |
| 13   | 72nd Dayinsure Wales Rally GB (27-30 ottobre) — Resoconto                         | 3               | 3               | Thierry Neuville Nicolas Gilsoul  | Hyundai Motorsport (Hyundai New Generation i20 WRC)   | +1:35,4         | 22              | 332,03 km             | 66              | 49              |
| 14   | 25th Kennards Hire Rally Australia (18-20 novembre) — Resoconto                   | 1               | 9               | Andreas Mikkelsen Anders Jæger    | Volkswagen Motorsport II (Volkswagen Polo R WRC)      | 2:46:05,7       | 23              | 283,36 km             | 36              | 25              |
| 14   | 25th Kennards Hire Rally Australia (18-20 novembre) — Resoconto                   | 2               | 1               | Sébastien Ogier Julien Ingrassia  | Volkswagen Motorsport (Volkswagen Polo R WRC)         | +14,9           | 23              | 283,36 km             | 36              | 25              |
| 14   | 25th Kennards Hire Rally Australia (18-20 novembre) — Resoconto                   | 3               | 3               | Thierry Neuville Nicolas Gilsoul  | Hyundai Motorsport (Hyundai New Generation i20 WRC)   | +1:12,6         | 23              | 283,36 km             | 36              | 25              |

### Classifiche

#### Classifica Piloti
| Pos | Pilota                  | MON | SWE | MEX | ARG | POR | ITA | POL | FIN | DEU | CHN | FRA | ESP | GBR | AUS | Punti |
| --- | ----------------------- | --- | --- | --- | --- | --- | --- | --- | --- | --- | --- | --- | --- | --- | --- | ----- |
| 1   | Sébastien Ogier         | 1   | 1   | 21  | 23  | 31  | 31  | 61  | 24  | 13  | C   | 13  | 12  | 1   | 21  | 268   |
| 2   | Thierry Neuville        | 3   | 14  | Rit | 6   | 29  | 1   | 43  | 41  | 31  | C   | 2   | 3   | 3   | 32  | 160   |
| 3   | Andreas Mikkelsen       | 23  | 42  | Rit | 3   | 23  | 13  | 1   | 7   | 4   | C   | 32  | Rit | 122 | 1   | 154   |
| 4   | Hayden Paddon           | 25  | 2   | 53  | 1   | Rit | Rit | 3   | 52  | 5   | C   | 6   | 4   | 4   | 4   | 138   |
| 5   | Dani Sordo              | 62  | 6   | 4   | 42  | 4   | 4   | Rit |     | 2   | C   | 7   | 23  | 6   | 53  | 130   |
| 6   | Jari-Matti Latvala      | Rit | 26  | 12  | 16  | 62  | 23  | 52  | 23  | 482 | C   | 4   | 141 | 7   | 9   | 112   |
| 7   | Mads Østberg            | 4   | 3   | 3   | 5   | 7   | Rit | 8   | 6   | 6   | C   | 9   | 5   | 8   | 6   | 102   |
| 8   | Ott Tänak               | 7   | 5   | 6   | 15  | Rit | 5   | 2   | Rit | 23  | C   | 10  | 6   | 21  | 7   | 88    |
| 9   | Kris Meeke              | Rit | 233 |     |     | 1   |     |     | 1   |     | C   | 161 | Rit | 5   |     | 64    |
| 10  | Craig Breen             |     | 8   |     |     |     |     | 7   | 3   |     | C   | 5   | 10  | Rit |     | 36    |
| 11  | Eric Camilli            | Rit | Rit | 16  | 8   | 5   | 6   | 10  | Rit | 50  | C   | 8   | 19  | 10  | Rit | 28    |
| 12  | Esapekka Lappi (WRC-2)  | 9   | 12  |     |     |     | 21  | 14  | 8   | 7   | C   |     |     | 11  | 8   | 16    |
| 13  | Stéphane Lefebvre       | 5   |     |     |     | 35  |     | 9   |     | Rit | C   |     |     | 9   |     | 14    |
| 14  | Henning Solberg         |     | 7   |     | 9   | 27  | 7   | 15  | 12  |     | C   |     |     |     |     | 14    |
| 15  | Martin Prokop           |     |     | 7   |     | 8   | 9   |     |     |     | C   |     | Rit |     |     | 12    |
| 16  | Kevin Abbring           |     |     |     |     | Rit | 152 |     | 9   |     | C   | Rit | 7   | Rit |     | 10    |
| 17  | Pontus Tidemand (WRC-2) |     | 11  |     |     | 9   |     | 19  | Rit | 8   | C   |     | 9   | 13  |     | 8     |
| 18  | Teemu Suninen (WRC-2)   | 12  | 10  | 9   |     | 45  | 8   | 11  | 10  | 56  | C   | 15  | 28  | 12  |     | 8     |
| 19  | Jan Kopecký (WRC-2)     |     |     |     |     | 19  | 10  |     |     | 9   | C   | 12  | 8   | 16  |     | 7     |
| 20  | Elfyn Evans (WRC-2)     | 8   | 9   |     | 17  | 30  |     | 13  | 11  |     | C   | 11  |     |     |     | 6     |
| 21  | Marcos Ligato           |     |     |     | 7   |     |     |     | 44  |     | C   |     |     |     |     | 6     |
| 22  | Lorenzo Bertelli        | Rit | Rit | 8   | 13  |     | Rit | 12  | Rit |     | C   | 17  | 11  | 15  | 10  | 5     |
| 23  | Armin Kremer (WRC-2)    | 10  |     | 19  |     |     | 12  | Rit |     | 10  | C   |     | Rit |     |     | 2     |
| 24  | Nicolás Fuchs (WRC-2)   |     |     | 14  | 10  | 10  | Rit | 20  |     |     | C   |     |     | 21  | 11  | 2     |
| 25  | Valeriy Gorban          |     | 24  | 10  | Rit | Rit | 28  | 27  | 21  |     | C   |     | 15  | 37  |     | 1     |

| Colore  | Risultato                |
| ------- | ------------------------ |
| Oro     | Vincitore                |
| Argento | 2º posto                 |
| Bronzo  | 3º posto                 |
| Verde   | Finito a punti           |
| Blu     | Finito senza punti       |
| Blu     | Non classificato (NC)    |
| Viola   | Ritirato (Rit)           |
| Nero    | Squalificato (SQ)        |
| Nero    | Escluso (ES)             |
| Bianco  | Non ha gareggiato        |
| Bianco  | Iscrizione ritirata (WD) |
| Bianco  | Non partito (NP)         |
| Bianco  | Gara cancellata (C)      |

#### Classifica Costruttori WRC
| Pos | Costruttore                 | Numero vettura | MON | SWE | MEX | ARG | POR | ITA | POL | FIN | DEU | CHN | FRA | ESP | GBR | AUS | Punti |
| --- | --------------------------- | -------------- | --- | --- | --- | --- | --- | --- | --- | --- | --- | --- | --- | --- | --- | --- | ----- |
| 1   | Volkswagen Motorsport       | 1              | 1   | 1   | 2   | 2   | 2   | 3   | 6   | 7   | 1   | C   | 1   | 1   | 1   | 2   | 377   |
| 1   | Volkswagen Motorsport       | 2              | Rit | 8   | 1   | 9   | 5   | 2   | 5   | 1   | 8   | C   | 4   | 8   | 6   | 8   | 377   |
| 2   | Hyundai Motorsport          | 3              | 3   | 7   | Rit | 6   | Rit | Rit | 4   | 2   | 3   | C   | 2   | 3   | 3   | 3   | 312   |
| 2   | Hyundai Motorsport          | 4              | 5   | 2   | 4   | 4   | 3   | 4   | 3   | 3   | 2   | C   | 6   | 2   | 5   | 4   | 312   |
| 3   | Volkswagen Motorsport II    | 9              | 2   | 4   | Rit | 3   | 1   | 8   | 1   | 5   | 4   | C   | 3   | Rit | 9   | 1   | 163   |
| 4   | M-Sport World Rally Team    | 5              | 4   | 3   | 3   | 5   | 6   | Rit | 7   | 4   | 6   | C   | 8   | 5   | 7   | 6   | 162   |
| 4   | M-Sport World Rally Team    | 6              | Rit | Rit | 8   | 7   | 4   | 6   | 8   | Rit | 9   | C   | 7   | 9   | 8   | Rit | 162   |
| 5   | Hyundai Motorsport N        | 10             | 7   |     |     |     | Rit | 9   |     |     |     | C   |     | 7   |     |     | 146   |
| 5   | Hyundai Motorsport N        | 20             |     | 6   | 5   | 1   | 9   | 1   | Rit | 6   | 5   | C   | 5   | 4   | 4   | 5   | 146   |
| 5   | DMACK World Rally Team      | 12             | 6   | 5   | 6   | 8   | Rit | 5   | 2   | Rit | 7   | C   | 9   | 6   | 2   | 7   | 98    |
| 7   | Jipocar Czech National Team | 21             |     |     | 7   |     | 7   | 7   |     |     |     | C   |     | Rit |     |     | 18    |
| 8   | Yazeed Racing               | 30             |     | Rit |     |     | 8   | Rit | Rit | Rit |     | C   |     |     | Rit |     | 4     |

| Colore  | Risultato                |
| ------- | ------------------------ |
| Oro     | Vincitore                |
| Argento | 2º posto                 |
| Bronzo  | 3º posto                 |
| Verde   | Finito a punti           |
| Blu     | Finito senza punti       |
| Blu     | Non classificato (NC)    |
| Viola   | Ritirato (Rit)           |
| Nero    | Squalificato (SQ)        |
| Nero    | Escluso (ES)             |
| Bianco  | Non ha gareggiato        |
| Bianco  | Iscrizione ritirata (WD) |
| Bianco  | Non partito (NP)         |
| Bianco  | Gara cancellata (C)      |

## Galleria d'immagini

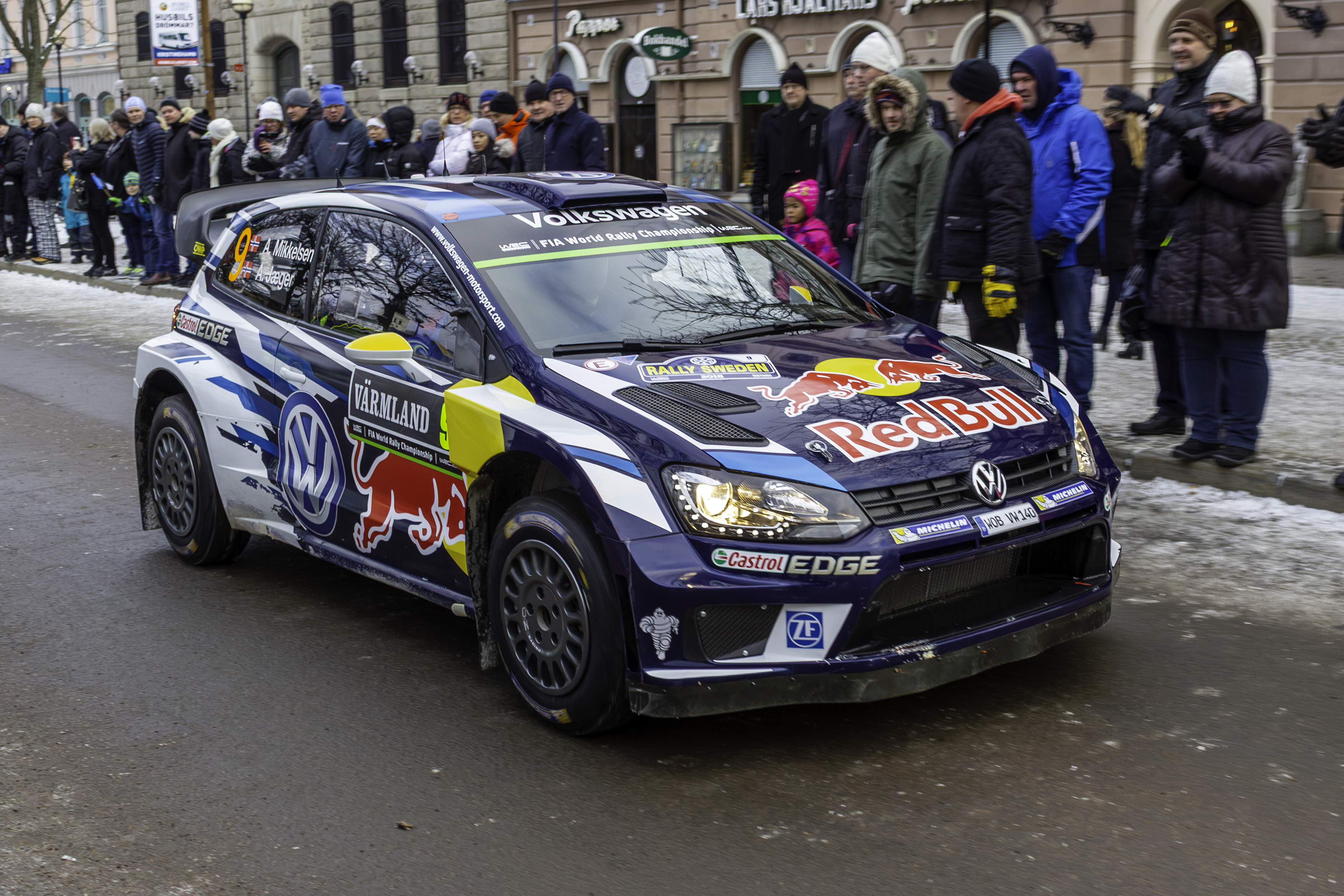
La Volkswagen Polo R WRC ufficiale di Andreas Mikkelsen e Anders Jæger, al Rally di Svezia 2016.
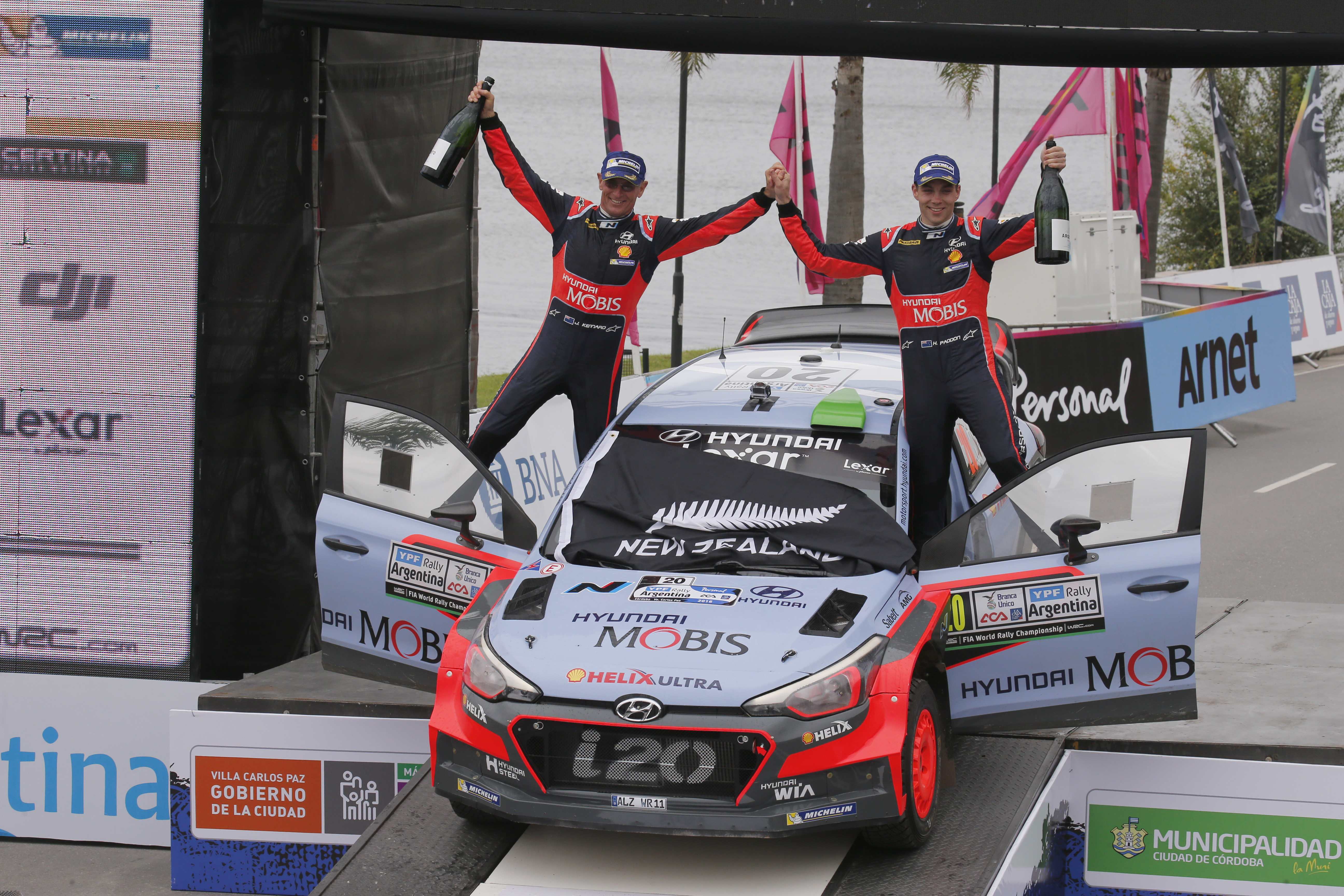
Hayden Paddon e John Kennard, vincitori del Rally d'Argentina 2016, sulla Hyundai New Generation i20 WRC.
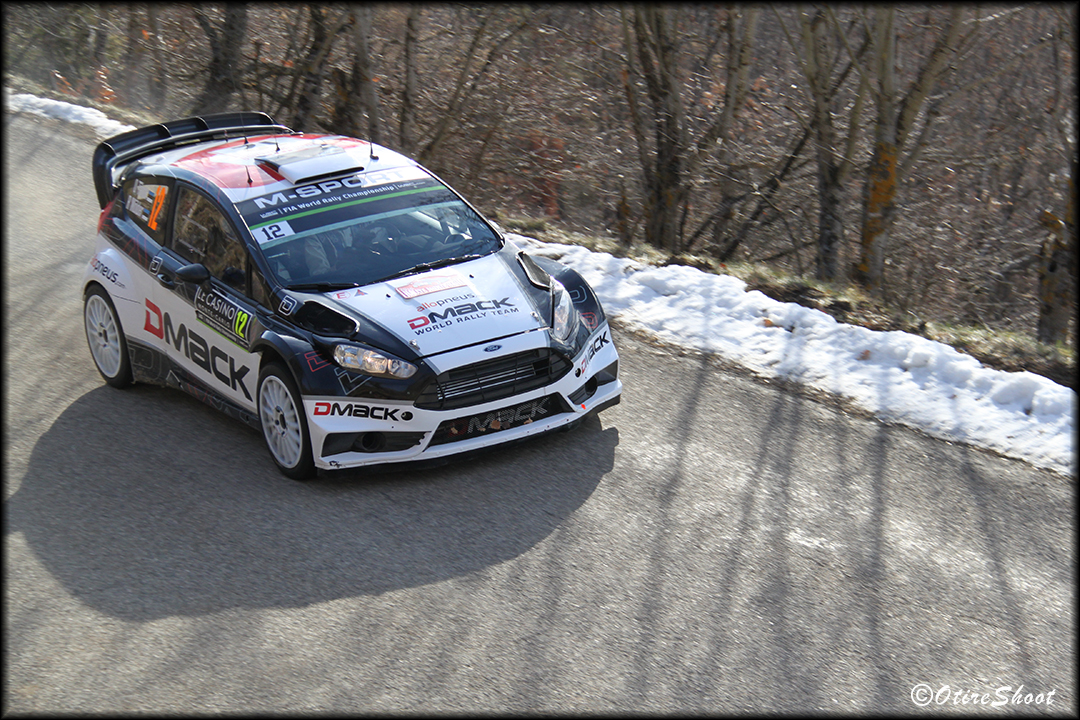
La Ford Fiesta RS WRC del Team DMACK guidata da Ott Tänak al Rally di Monte Carlo 2016.
La Citroën DS3 WRC del team Abu Dhabi Total guidata da Khalid al-Qassimi al Rally di Svezia 2016.
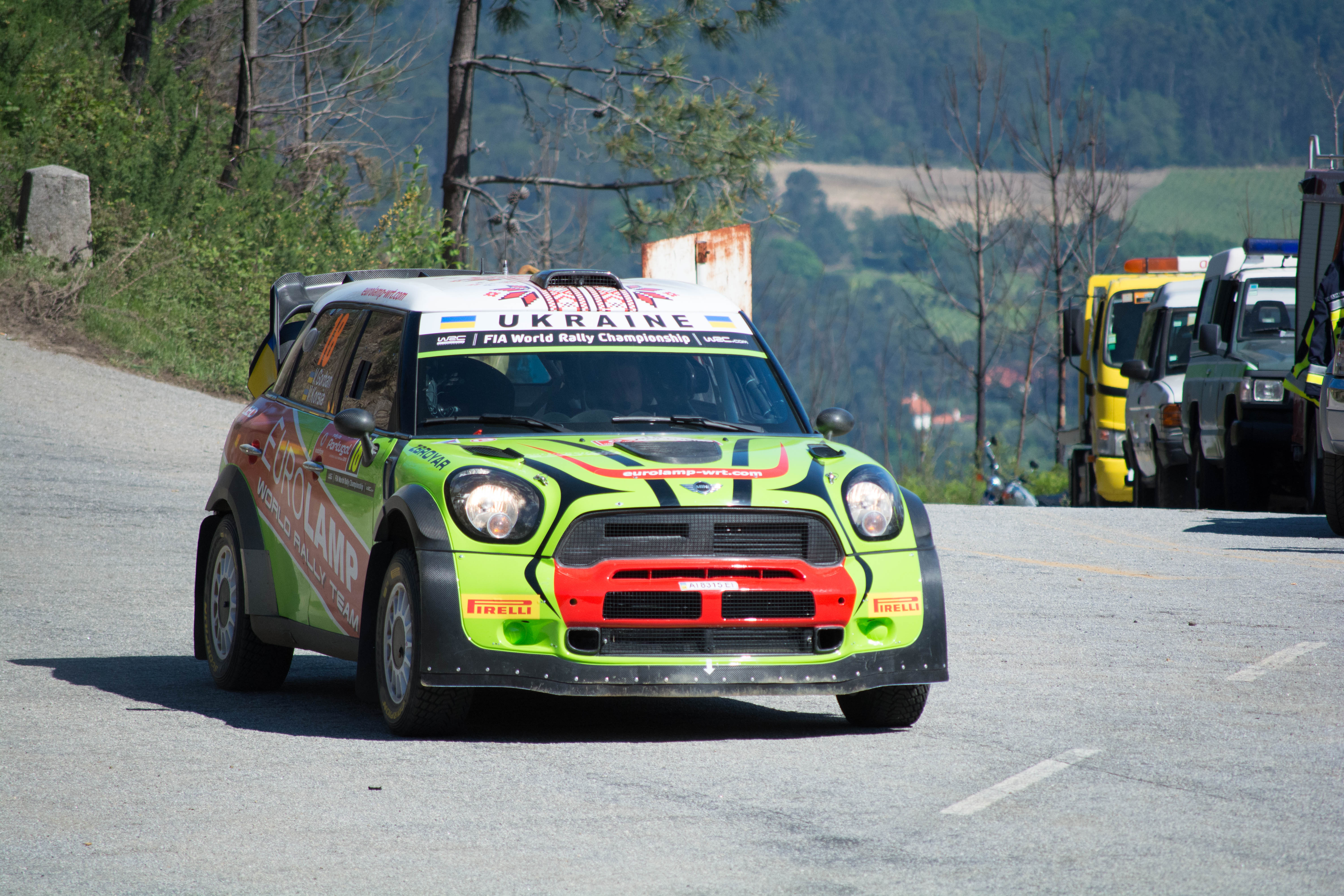
La Mini John Cooper Works WRC di Valeriy Gorban al Rally del Portogallo 2016.